# Job Kuijt
Job Kuijt ( 1930 - ) es un botánico, y micólogo canadiense, y destacado profesor en la Universidad de Alberta. Es el padre del arqueólogo Ian Kuijt

## Algunas publicaciones
- 1963. Distribution of dwarf mistletoes and their fungus hyperparasites in Western Canadá. 15 pp.
- 1982. The Viscaceae in the Southeastern United States. 99 pp.

### Libros
- 1954. A Literature Review of the Dwarf Mistletoes (Arceuthobium). Ed. Dept. of Agriculture. 88 pp.
- 1960. Morphological aspects of parasitism in the dwarf mistletoes(Arceuthobium). Ed. University of California Press. 60 pp.
- 1961. Revision of Dendrophtora (Loranthaceae). Ed. North-Holland Publising Co. 145 pp. ISBN 0912861193
- 1964. A revision of the Loranthaceae of Costa Rica. 326 pp.
- 1969. The biology of parasitic flowering plants. 246 pp. ISBN	0520014901
- 1970. A systematic study of branching patterns in dwarf mistletoe (Arceuthobium). Vol. 22, N.º 4 de Memoirs (Torrey Botanical Club), Torrey Botanical Club. 38 pp.
- 1975. The genus Cladocolea (Loranthaceae). Vol. 56, N.º 3 de Journal of the Arnold Arboretum. 335 pp.
- 1976. Revision of the genus Oryctanthus (Loranthaceae). Vol. 95, N.º 4 de Botanische Jahrbücher für Systematik, Pflanzengeschichte und Pflanzengeographie. 57 pp.
- 1980. Common coulee plants of southern Alberta. Ed. University of Lethbridge. 130 pp.
- 1982. A flora of Waterton Lakes National Park. Ed. University of Alberta Press. 684 pp. ISBN 0888640765
- 1986. 32 A. Eremolepidaceae ; 32 B. Viscaceae ; 32 C. Loranthaceae. N.º 24 de Flora of Ecuador, Statens naturvetenskapliga forskningsråd (Sweden). 198 pp. ISBN 9186344331
- --------, m j Jansen-Jacobs. 2000. Flora of the Guianas. Series A: Phanerogams Fascicle 25. Ed. Royal Botanic Gardens, Kew. 149 pp. ISBN 184246213X
- 2003. Monograph of Phoradendron (Viscaceae). Vol. 66 de Systematic botany monographs. 643 pp. ISBN 0912861665
- 2009. Monograph of Psittacanthus (Loranthaceae). Vol. 86 de Systematic botany monographs. 361 pp. ISBN 091286186X

- La abreviatura «Kuijt» se emplea para indicar a Job Kuijt como autoridad en la descripción y clasificación científica de los vegetales.[2]